# Pectis

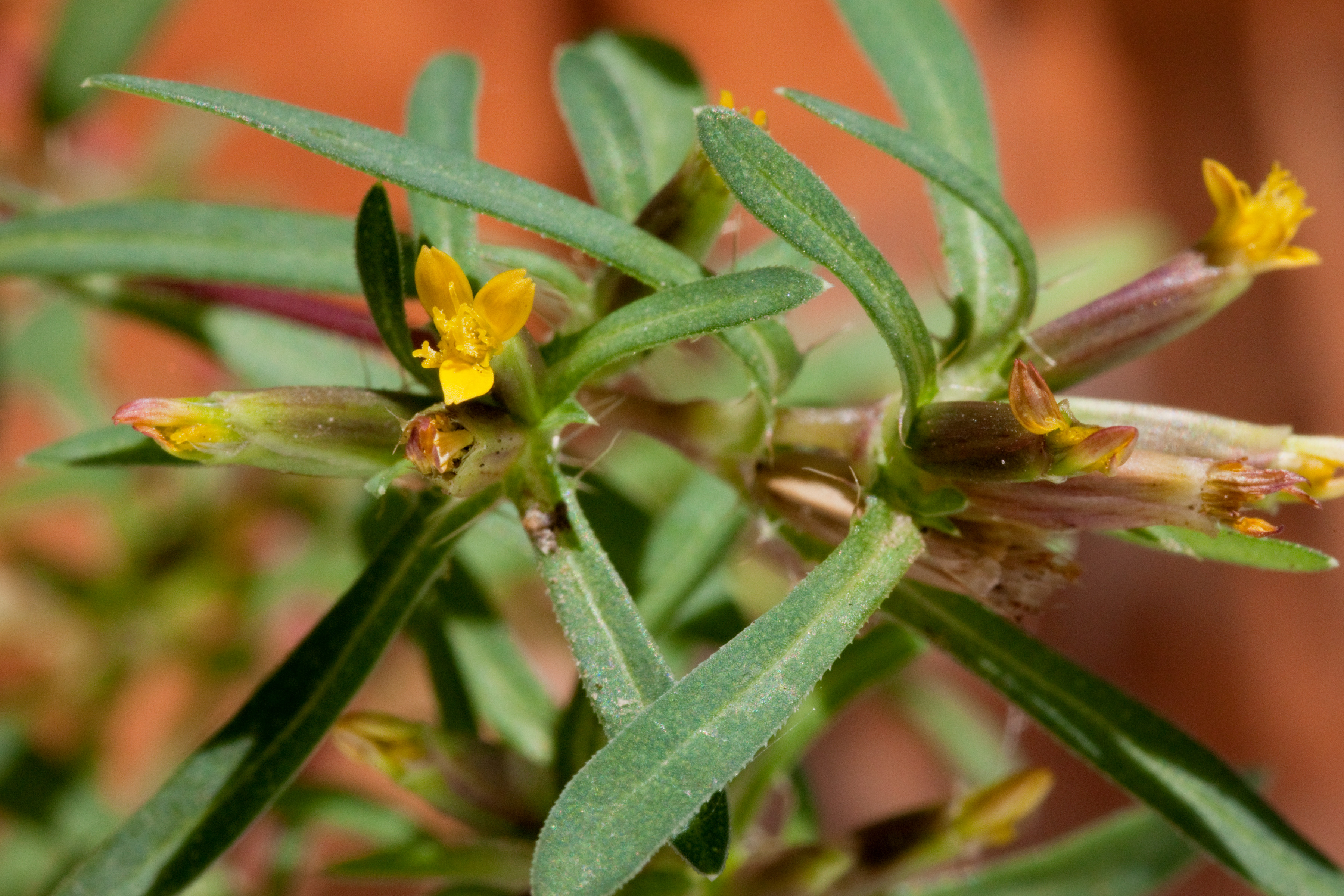
Pectis cylindrica

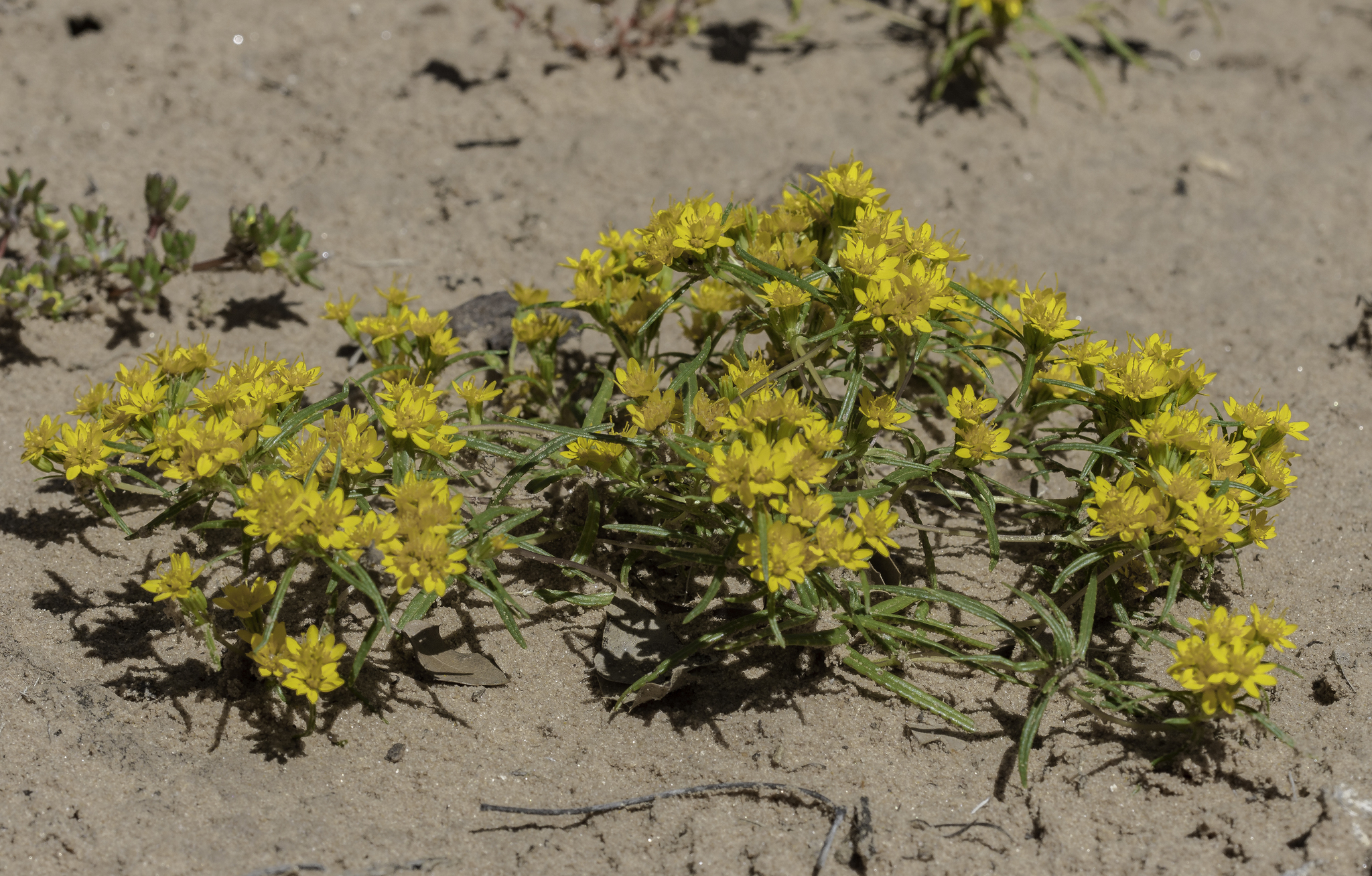
Pectis angustifolia

Pectis – rodzaj roślin z rodziny astrowatych (Asteraceae). Obejmuje 94 gatunki. Rośliny te występują na kontynentach amerykańskich sięgając na północy po środkową część Stanów Zjednoczonych, a na południu do północnej Argentyny. Centrum zróżnicowania rodzaju stanowi Meksyk, gdzie rosną 43 gatunki.
Rośliny z tego rodzaju wyróżniają się wśród astrowatych przeprowadzaniem fotosyntezy C4, co umożliwia im zasiedlanie suchych i gorących siedlisk takich jak pustynie, tropikalne i subtropikalne formacje trawiaste i zaroślowe oraz plaże w strefie międzyzwrotnikowej.
W XIX wieku dla rodzaju tego proponowano polską nazwę „uględek”.

## Morfologia
PokrójRośliny jednoroczne i byliny osiągające od 1 cm do 1,2 m wysokości. Łodygi prosto wzniesione lub płożące, pojedyncze do gęsto rozgałęzionych.
LiścieŁodygowe, naprzeciwległe, zwykle siedzące, nagie lub owłosione. Blaszka liściowa zazwyczaj równowąska, czasem lancetowata do jajowatej, często na brzegu szczeciniasto owłosiona, zwłaszcza bliżej nasady liścia.
KwiatyZebrane w koszyczki wyrastające pojedynczo lub w kwiatostanach złożonych. Okrywy koszyczków są walcowate, dzwonkowate, wrzecionowate lub elipsoidalne o średnicy zwykle do kilku mm. Tworzą je listki w liczbie kilku do kilkunastu ułożone w jednym rzędzie. Dno koszyczka jest płaskie lub wypukłe, gładkie lub punktowane, bez plewinek. Kwiaty języczkowate występują w liczbie od kilku do ok. 20, są żeńskie i żółte, czasem z czerwoną nasadą od spodu, czasem też bieleją lub czerwienieją po wyschnięciu. Kwiaty rurkowe występują w liczbie od kilku do ponad 100, zwykle są obupłciowe i żółte, czasem także bieleją lub czerwienieją po wyschnięciu. W dole mają walcowatą rurkę krótszą od wąsko lejkowatej górnej części zwieńczonej 5, rzadziej 4 łatkami trójkątnymi do lancetowatych. U części gatunków korony tych kwiatów są grzbieciste, z dwiema wargami.
OwoceBrązowe lub czarne, walcowate do maczugowatych niełupki, żebrowane lub kanciaste, owłosione. Puch kielichowy trwały ma postać ości lub łusek.

## Systematyka
Rodzaj z plemienia Tageteae podrodziny Asteroideae w obrębie rodziny astrowatych Asteraceae.
Wykaz gatunków
- Pectis amplifolia D.J.Keil
- Pectis angustifolia Torr.
- Pectis arida D.J.Keil
- Pectis barberi Greenm.
- Pectis berlandieri DC.
- Pectis bonplandiana Kunth
- Pectis brachycephala Urb.
- Pectis brevicaulis Urb.
- Pectis brevipedunculata Sch.Bip.
- Pectis burchellii Baker
- Pectis cajamarcana D.J.Keil
- Pectis canescens Kunth
- Pectis capillipes (Benth.) Hemsl.
- Pectis carthusianorum Less.
- Pectis caymanensis (Urb.) Rydb.
- Pectis christii Urb.
- Pectis ciliaris L.
- Pectis congesta Sch.Bip.
- Pectis coulteri Harv. & A.Gray
- Pectis cubensis Griseb.
- Pectis cylindrica Rydb.
- Pectis decemcarinata McVaugh
- Pectis decumbens Sch.Bip.
- Pectis depressa Fernald
- Pectis diffusa Hook. & Arn.
- Pectis domingensis Urb.
- Pectis elongata Kunth
- Pectis ericifolia D.J.Keil
- Pectis exilis D.J.Keil
- Pectis exserta McVaugh
- Pectis fasciculiflora DC.
- Pectis filipes Harv. & A.Gray
- Pectis × floridana D.J.Keil
- Pectis gardneri Baker
- Pectis glaucescens (Cass.) D.J.Keil
- Pectis gracilis Baker
- Pectis guaranitica Chodat
- Pectis haenkeana Sch.Bip.
- Pectis harryi D.J.N.Hind & Frisby
- Pectis hassleri D.J.Keil
- Pectis havanensis Urb.
- Pectis holochaeta (S.F.Blake) D.J.Keil
- Pectis humifusa Sw.
- Pectis imberbis A.Gray
- Pectis incisifolia I.M.Johnst.
- Pectis juniperina Rydb.
- Pectis latisquama Sch.Bip. ex Greenm.
- Pectis leavenworthii Standl. ex Leavenw.
- Pectis leonis Rydb.
- Pectis liebmannii Sch.Bip. ex Hemsl.
- Pectis linearifolia Urb.
- Pectis linearis La Llave
- Pectis linifolia L.
- Pectis loiolae Rebouças, V.S.Samp. & Roque
- Pectis longipes A.Gray
- Pectis luckoviae D.J.Keil
- Pectis masonii Cuatrec.
- Pectis monocephala Cuatrec.
- Pectis mornicola Urb. & Ekman
- Pectis multiceps Urb.
- Pectis multiflosculosa (DC.) Sch.Bip.
- Pectis multiseta Benth.
- Pectis odorata Griseb.
- Pectis oligocephala Sch.Bip.
- Pectis papposa Harv. & A.Gray
- Pectis peruviana D.J.Keil
- Pectis pimana Laferr. & D.J.Keil
- Pectis pinosia Urb.
- Pectis pringlei Fernald
- Pectis propetes Greenm.
- Pectis prostrata Cav.
- Pectis pumila D.J.Keil
- Pectis purpurascens Urb. & Ekman
- Pectis purpurea Brandegee
- Pectis pusilla Urb.
- Pectis pygmaea Kunth
- Pectis repens Brandegee
- Pectis rigida Baker
- Pectis ritlandii R.A.Howard & W.R.Briggs
- Pectis rusbyi Greene ex A.Gray
- Pectis samanensis Urb.
- Pectis saturejoides (Mill.) Sch.Bip.
- Pectis schaffneri Sch.Bip. ex A.Gray
- Pectis sessiliflora Sch.Bip.
- Pectis sinaloensis Fernald
- Pectis stella Malme
- Pectis stenophylla A.Gray
- Pectis subeglandulosa Urb. & Ekman
- Pectis subsquarrosa Sch.Bip.
- Pectis substriata Rusby
- Pectis tenuicaulis Urb.
- Pectis tenuifolia Sch.Bip.
- Pectis uniaristata DC.
- Pectis vandevenderi B.L.Turner
- Pectis vollmeri Wiggins